# Павлюк Пилип Матвійович
Павлюк Пилип Матвійович (кінець 70-х рр. XIX ст. - після 1945) — український громадський і кооперативний діяч, краєзнавець. 
Батько письменника Антіна Павлюка.  

## Життєпис

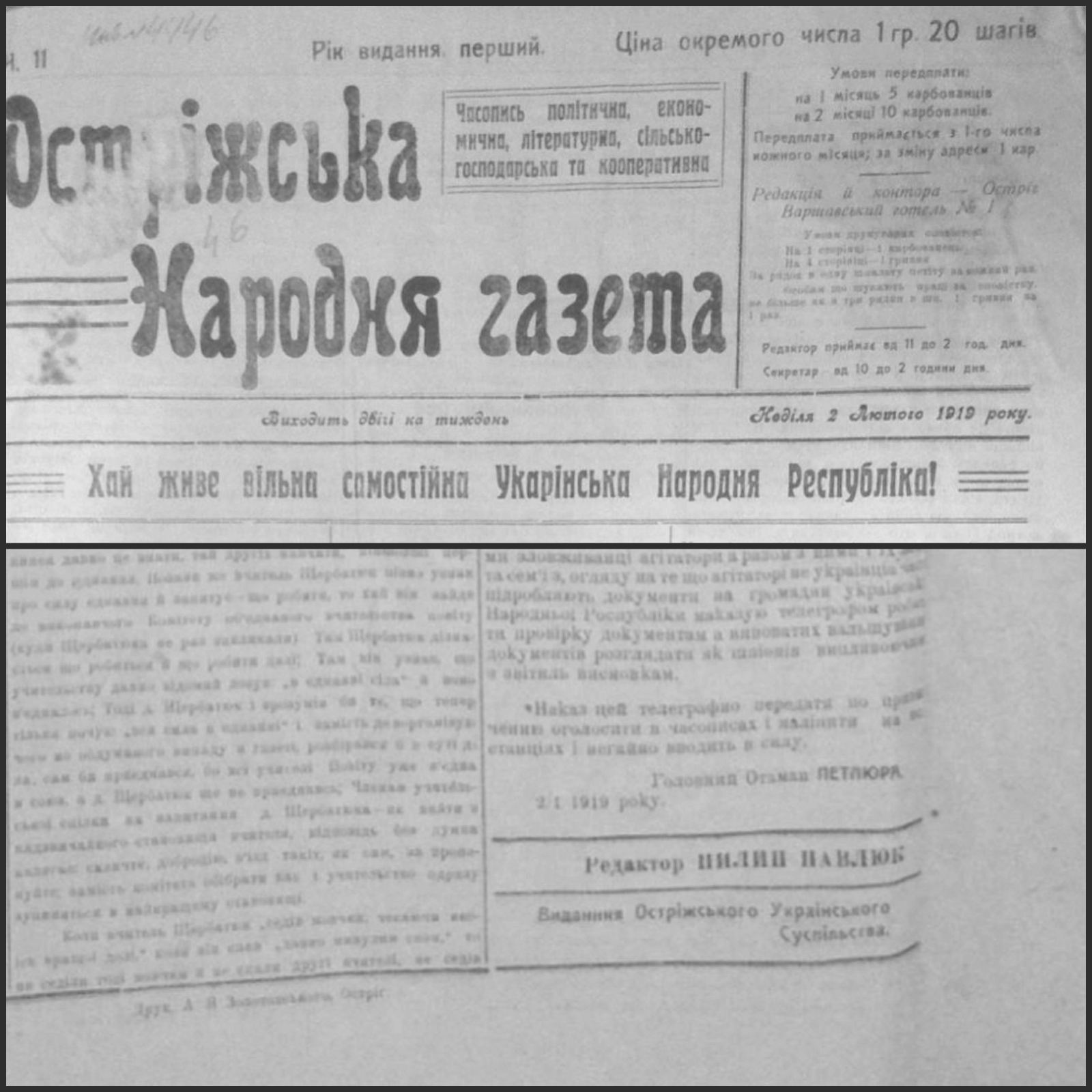
"Остріжська народня газета" Редактор Пилип Павлюк

З утворенням царським урядом в 1895 р. Шубківського артилерійського полігону Павлюки перебралися в Острозький повіт Волинської губернії, стали засновниками і насельниками хутора Ліски  (тепер село Рясники Гощанського району Рівненської області).  Під час Першої світової війни разом із сім'єю мешкав у Східній Україні. Починаючи з 1918 р., редагував громадську "Остріжську народню газету", а наступного заснував в Острозі книжкове видавництво "Будуччина". На початку 20-х рр. очолював Острозький союз кооперативів, головою наглядової ради якого був  агроном Є.П. Архипенко, у минулому - міністр земельних справ в уряді УНР.Осівши в Дермані (нині с. Дермань Перша та с. Дермань Друга Здолбунівського району Рівненської області), відкрив книгарню, вів просвітительську роботу.  

## Творчість
Автор книжок  "Що то за Україна, що вона нам дасть, і на що вона нам потрібна - Самостійна?" (1919),""Червона шапочка" й інші казки для дітей" (1919), "Оповідання" (1919), перекладу книжки "Твори" польського поета, прозаїка та драматурга К. Пшерви-Тетмаєра.
Друкувався в ряді українських часописів: варшавський "Нашій бесіді", львівському "Нашому прапорі", луцькому "Волинському слові", рівненській "Волині". У цих ЗМІ вмістив нарис "Волинська Швейцарія" (1926), статтю "Про виховання молоді" (1926), велику історико-краєзнавчу розвідку "Історія села Дермані" (1935), повість "Козацький монастир" (1936), дослідження "Волинська українська кооперація в минулому й сучасному" (1937), статтю "Тарас Шевченко про освіту і виховання" (1942).
Помер та похований у Дермані. 

## Родина
Син: Антін Павлюк (1899-1937);
Дочка: вийшовши заміж, емігрувала до Аргентини. Мешкала у Буенос-Айресі.

Брат: Кузьма Матвійович Павлюк (1867 - 1930) лісник Гориньградського лісу. Його дружина Наталія походила від німецьких колоністів.

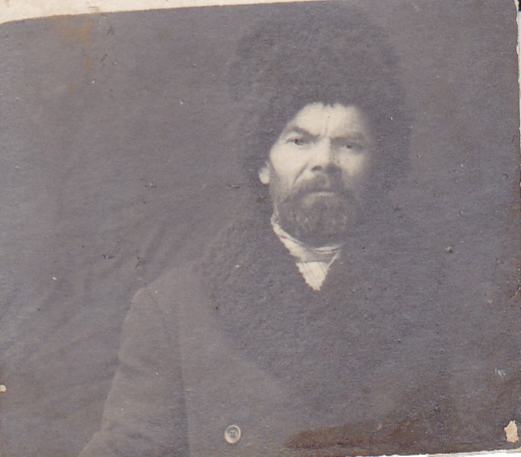
Кузьма Павлюк